# Эдеран
Эдеран (нем. Oederan) — город в Германии, в земле Саксония. Подчинён административному округу Хемниц. Входит в состав района Средняя Саксония. Подчиняется управлению Эдеран. Население составляет 7.723 человек (2009). Занимает площадь 55,85 км². Официальный код района 14 1 77 340.
Город подразделяется на 7 городских районов.

## Известные уроженцы
- Конрад Фидлер (нем.  Fiedler Konrad ) (1841—1895) — немецкий искусствовед, философ-эстетик, близкий к неокантианству. Основоположник «теории видения», послужившей философской основой «науки об искусстве» Г. Вельфлина.